# Chevrolet Aveo
 (mai 2023).
Le contenu est difficilement compréhensible vu les erreurs de traduction, qui sont peut-être dues à l'utilisation d'un logiciel de traduction automatique.
La Chevrolet Aveo (anciennement Daewoo Kalos, puis Chevrolet Kalos) est un modèle automobile du segment des citadines, produit par GM Daewoo, et vendu en Europe et Amérique du Nord sous la marque Chevrolet.
Déclinée sous de multiples appellations, elle est disponible en 3, 4 et 5 portes. Succédant à la Daewoo Lanos en 2002, la version européenne a été restylée et techniquement améliorée mi-2008.
En 2002, Daewoo lance la Kalos en Corée et en Europe. Ce modèle se retrouve également aux États-Unis sous le nom de Chevrolet Aveo dès 2003. En 2005, toutes les Daewoo vendues en Europe sont rebadgées Chevrolet, ainsi la Daewoo Kalos devient Chevrolet Kalos. En 2008, sous l'impulsion de GM Daewoo, le nom Kalos disparaît au profit de Gentra/Gentra X en Corée, et Aveo en Europe. Les Daewoo Kalos/Gentra et Chevrolet Kalos/Aveo ont été aussi vendues chez Pontiac (G3/G3 Wave) et chez Suzuki (Swift+), en Australie en tant que Holden Barina et en Chine en tant que Chevrolet Lova pour la version 4 portes et Chevrolet Aveo pour la version 5 portes. La seconde génération est sortie à l'été 2011.

## Première génération (en tant qu'Aveo, 2002-2011)

### T200

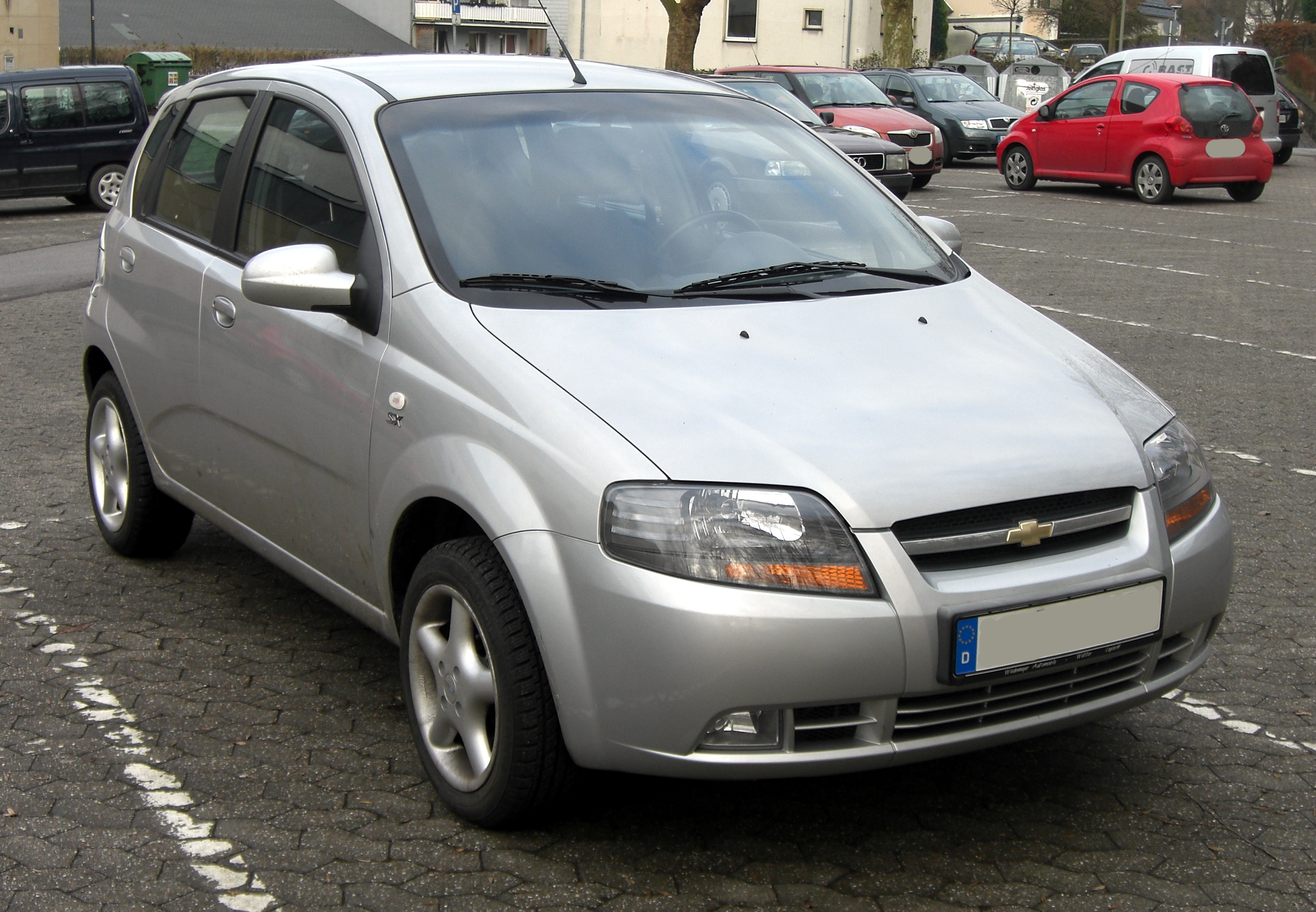
Chevrolet Kalos

Apparue sous le nom de Daewoo Kalos, la première génération est bâtie sur une plateforme inédite de Daewoo de nom de code T200. Elle remplace la Daewoo Lanos (T100) sur la plupart des marchés. Encore en cours de développement avant la faillite de Daewoo, la Kalos était le premier nouveau modèle introduit par la société après son rachat ultérieur par l'américain General Motors. La fabrication des Kalos a commencé début mars 2002, avec des prototypes de pré-production présentés au Salon de l'automobile de Genève en avril 2002. Elle doit son nom au mot grec καλός (kalós) qui signifie "beau".
Dessinée par Italdesign, la Kalos dérive directement du concept car Daewoo Kalos Dream présenté pour la première fois au salon de l'automobile de Paris 2000 et des concepts ultérieurs au salon de Francfort 2001, au salon de l'auto de Genève 2002 et en 2003 au salon de Genève. Au cours de cette période de développement de trois ans, Daewoo a connu des difficultés financières, le sort ultime de la société et de la suite en série du concept car restant incertains.
La Kalos est proposées en trois styles de carrosserie: une berline tricorps 4 portes et une berline bicorps à hayon 5 portes dès le début de la production en 2002, et une berline bicorps à hayon 3 portes disponible sur certains marchés européens à partir de 2005. 
Deux designs avant différents sont proposées sur la T200, avec les clignotants avant intégrés ou séparés des phares. Selon les marchés et les époques, les deux propositions stylistiques ont varié.
Au printemps 2003, sur le marché français, Daewoo remplace le moteur 1.4 83 ch par les 1.2 72 ch et 1.4 94 ch. L'année suivante, la marque commence à proposer des kits GPL sur le modèle.

### T250
En 2005, General Motors présente au salon automobile de Shanghai une version légèrement modifiée du véhicule (notamment un nouveau tableau de bord). Portant le nom de code T250, ce véhicule est alors commercialisé en Corée du Sud sous le nom de Daewoo Gentra les révisions comprenaient des changements de style extérieur, un nouveau tableau de bord intérieur et des changements mineurs d'équipement, y compris une insonorisation accrue. L'incorporation de l'antenne radio dans la vitre arrière et des tests approfondis en soufflerie ont permis de réduire le coefficient de traînée de 0,348 à 0,326.
Ce n'est qu'en 2007 qu'une version restylée de l'Aveo est présentée au salon de l'automobile de Francfort. En Corée du Sud, le modèle prend le nom de Gentra X, dont le pare-chocs, sans la calandre fendue distinct des modèles «Chevrolet», a également été utilisé pour les variantes Pontiac, Holden et Suzuki.
Avec le lancement de la Gentra X en Corée du Sud, GMDAT a remplacé les moteurs de la T250. Le moteur S-TEC II de 1,2 L (1 206 cm3) a été mis à jour avec des fonctionnalités telles que le Dual Overhead Camshaft (DOHC) et un système avec chaîne de distribution (l'ancienne version avait une courroie de distribution). Le moteur E-TEC II 1,6 L a été remplacé par un moteur Family 1 Ecotec GEN-III mis à jour avec de nouvelles fonctionnalités telles qu'un mécanisme de calage variable des soupapes.

#### Ravon Nexia R3
La berline Chevrolet Aveo T250 a été lancée sur le marché russe en 2016 sous le nom de Ravon Nexia R3. La voiture est produite dans l'usine GM en Ouzbékistan. La Ravon Nexia R3 est disponible avec le moteur à essence de 1,5 litre (105 ch) couplé avec la boîte manuelle à 5 vitesses ou l'automatique à 6 vitesses.

#### Chevrolet Cobalt
Une version de la T250 est vendue sur le marché brésilien sous le nom de Chevrolet Cobalt depuis 2011. Sans rapport avec la précédente voiture vendue en Amérique du Nord, cette Cobalt a remplacé la Chevrolet Corsa locale vieillissante. Bien qu'arborant un style avant similaire, elle n'est pas directement liée à la Chevrolet Agile, car elle partage les fondements globaux avec la Chevrolet Sonic, tandis que l'Agile est dérivé de l'Opel Corsa B, considérablement plus ancienne, de 1993.

## Deuxième génération (en tant que Sonic, 2012-2020)

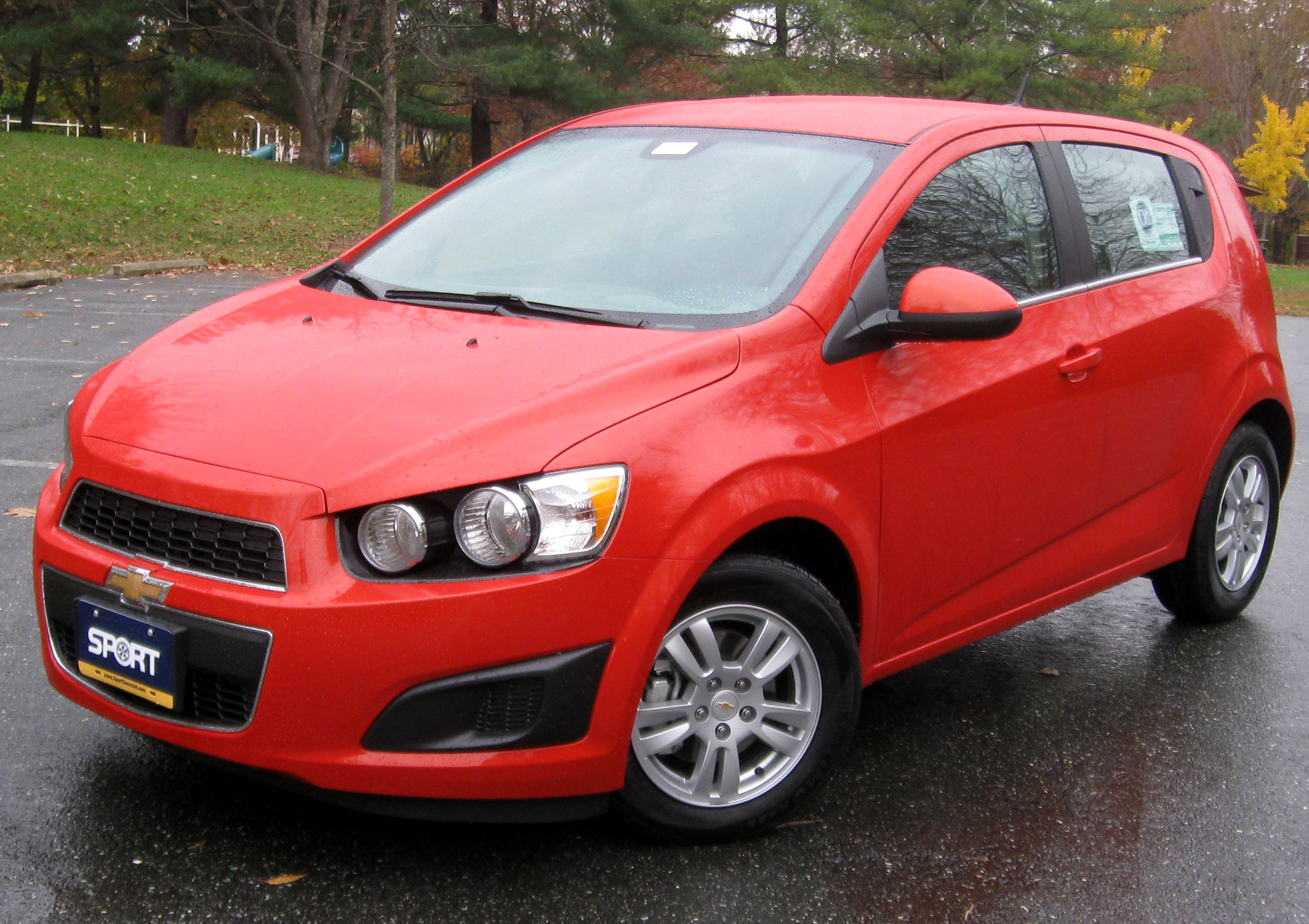
Chevrolet Aveo RS Concept

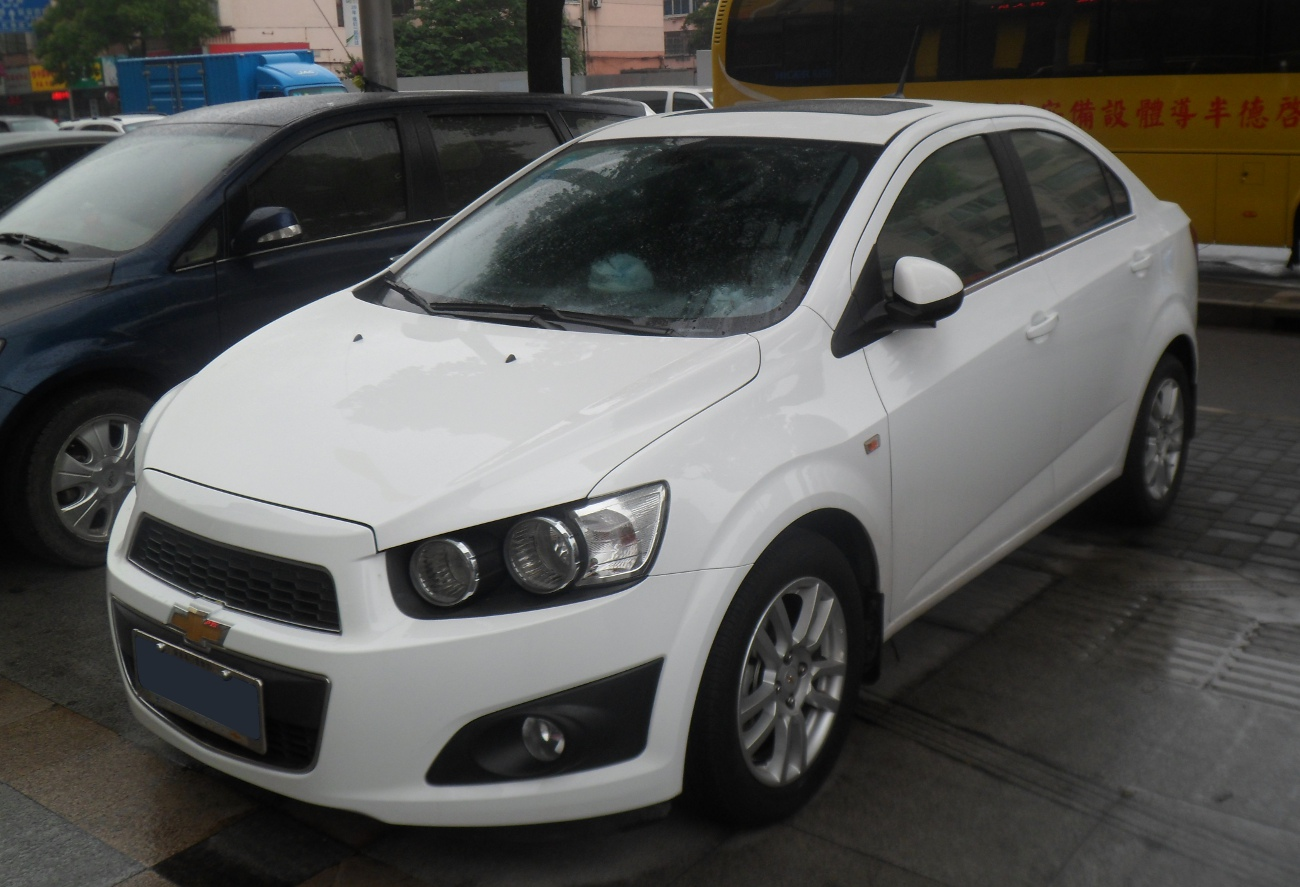
Chevrolet Aveo II 4 portes (Chevrolet Sonic)

Présenté au salon de Détroit en 2010, la Chevrolet Aveo RS Concept préfigure la seconde génération de la Chevrolet Aveo. Elle est déclinée en berline bicorps cinq portes (à poignées de portes arrière dissimulées dans le montant) et tricorps quatre portes, appelée Sonic aux États-Unis, depuis 2012.

### T300

#### Développement
L'Aveo de deuxième génération désormais renommé Sonic dans certains pays a fait ses débuts au Mondial de l'Automobile de Paris 2010, en utilisant la plate-forme mondiale pour les citadines GM Gamma II. Elle avait été préfigurée plus tôt dans l'année par l'Aveo RS, un show car proche du modèle de série, doté de roues de 19 pouces et d'une transmission manuelle à six vitesses M32 couplée à un moteur Ecotec turbocompressé de 1,4 litre, d'une puissance de 103 kW (140 ch).
Le développement de l'Aveo de deuxième génération a été dirigé par GM Corée, les ingénieurs d'Opel dirigeant le développement de la plate-forme ainsi que des contributions importantes d'ingénieurs d'Holden en Australie et de Chevrolet aux États-Unis. La conception extérieure été dirigée par le designer australien Ondrej Koromhaz, de Holden, en mission chez GM Korea de 2005 à 2007. Koromhaz a décrit son objectif pour l'Aveo comme étant une "moto à quatre places" et s'est inspiré du design des motos, notamment dans les phares exposés et le tableau de bord de style moto de l'Aveo. Pour les modèles de Chevrolet Sonic fabriqués aux États-Unis, la Sonic présente un réglage de suspension de l'ingénieur de Corvette Racing, John Buttermore.

#### Commercialisation et production
Chevrolet commercialise la nouvelle Aveo sous la plaque signalétique Chevrolet Sonic sur les marchés américain, canadien, mexicain, colombien, argentin, brésilien, chilien, japonais, israélien, du Moyen-Orient, sud-africain et de l'ANASE. En Australie et en Nouvelle-Zélande, elle été vendue sous le nom de Holden Barina jusqu'à épuisement des stocks début 2019.
La Sonic nord-américaine est disponible en berline 4 portes ou en berline à hayon 5 portes. Elle est livrée avec un quatre cylindres en ligne de 1,8 litre produisant 101 kW (137 ch) et un couple de 169 N m, ou un quatre cylindres en ligne de 1,4 litre produisant 103 kW (140 ch) et 201 N m de couple. Le moteur de 1,8 litre utilise l'un des rares blocs en fonte avec courroie de distribution; le moteur turbo de 1,4 L utilise une chaîne de distribution pour entraîner les arbres à cames. Le quatre cylindres en ligne de 1,8 litre est couplé à une transmission manuelle à cinq vitesses standard ou automatique à six vitesses, tandis que le turbo de 1,4 litre a une transmission manuelle à six vitesses. La Sonic est notamment la seule voiture de sa catégorie à être montée en Amérique. Pour l'année modèle 2015, la Sonic américaine ajoutée OnStar avec 4G LTE et point d'accès Wi-Fi intégré standard (comprend 3 Go/essai de données de trois mois), un moteur turbo de 1,4 L qui est devenu standard sur les modèles LTZ et une nouvelle couleur extérieur, Blue Velvet.
Le 2 août 2011, la Sonic était entrée en production chez Orion Assembly, les premières voitures arrivant chez les concessionnaires en octobre.
La Sonic utilise un procédé de peinture à base d'eau "trois humides" qui élimine le besoin d'un four de cuisson pour l'apprêt; cela réduit de 10 % l'empreinte de l'atelier de peinture et utilise 50 % d'énergie en moins par véhicule peint. Chevrolet est le premier constructeur automobile américain à utiliser ce processus.
La Bolt (basée sur une plate-forme différente) a rejoint l'Aveo sur la chaîne de montage Orion en 2016, à un taux combiné de 90 000 voitures par an.
La Barina vendue en Australie et en Nouvelle-Zélande provenait de Corée du Sud et n'était disponible qu'avec le moteur Family 1 1,6 L, avec une transmission manuelle à 5 vitesses ou une transmission automatique à 4 ou 6 vitesses conventionnelle.

#### Asie, Amérique du Sud et Russie
La Chevrolet Sonic a fait ses débuts dans l'ANASE au salon de l'automobile de Bangkok 2012 en mars 2012, en tant que berline 4 portes et berline à hayon 5 portes. Elle été déployée à depuis les installations de GM à Rayong, en Thaïlande, le 3 juillet 2012 en tant que berline 4 portes. Plus tard, Chevrolet Thailand attendait 3 nouvelles gammes de finition; LS, LT et LTZ, dans les modèles berline 4 portes et berline à hayon 5 portes (la LS ne serait disponible qu'avec la berline 4 portes) qui fonctionnerait avec le moteur de 1,4 litre avec l'option boîte manuelle à 5 vitesses ou transmission automatique à 6 rapports. Le prix devrait commencer à partir de 548,000 BHT pour le modèle de base LS 4 portes de 1,4 L avec une boîte manuelle à 5 vitesses. La livraison de la berline 4 portes a commencé fin juillet 2012, et la berline à hayon a suivi en août 2012. La Sonic construite en Thaïlande été exporté vers d'autres pays de l'ANASE comme les Philippines, l'Indonésie et la Malaisie. La production a cessé en 2017.
Le modèle japonais a été dévoilé lors de l'événement Summer Sonic 2011 dans le QVC Marine Field et plus tard lors de l'événement Summer Sonic 2012 dans le QVC Marine Field. Les modèles de production ont été mis en vente le 12 novembre 2011. Les premiers modèles comprenaient la berline à hayon 5 portes avec un moteur quatre cylindres en ligne Ecotec de 1,6 litre (115 ch) et une transmission automatique à 6 vitesses avec TAPshift. Le modèle de base est basé sur l'équivalent nord-américain du niveau de finition LTZ, tandis que le modèle LT comprend des roues en alliage et de la peinture métallique,,. La dimension de largeur de 1735 mm ne répond pas aux réglementations de la classe d'imposition pour les classes compactes établies par le gouvernement japonais. Les moteurs plus petits permettent une certaine réduction des frais d'exploitation en ce qui concerne l'obligation annuelle des taxes routière japonaise.
Le Sonic est également assemblée à l'usine GM Colmotores à Bogotá, en Colombie, où elle été initialement introduite uniquement pour le marché intérieur, puis exporté vers les pays de la région andine[réf. nécessaire]. En décembre 2012, la production était également en cours dans l'usine GAZ (Gorky Automobile Plant) de Nizhny Novgorod, Russie, mais en 2015, le contrat a été interrompu.
La Sonic été assemblée en Inde à partir de kits complètement démontés provenant de Corée du Sud. Elle était disponible avec les moteurs Family 0 turbo de 1,4 L et Family 1 turbo de 1,8 L à aspiration naturelle. La production a cessé en 2017 lorsque General Motors a cessé de vendre des voitures en Inde.

### Niveaux de finition
Les niveaux de finition de la Chevrolet Sonic sur le marché américain sont les suivants:
LS/1LS : Verrouillage électrique des portes, vitres manuelles, stéréo AM-FM avec prise d'entrée audio auxiliaire et quatre haut-parleurs, roues en acier de quinze pouces peint en noir avec enjoliveurs en plastique, surfaces des sièges en tissu, OnStar, climatisation, moteur quatre cylindres en ligne de 1,8 L avec grande boîte manuelle cinq vitesse et siège arrière rabattable.
LT/1LT ajoute : vitres électriques, stéréo AM-FM avec lecteur CD/MP3 à disque unique, Bluetooth avec streaming et prise d'entrée audio auxiliaire, roues en alliage de quinze pouces et commandes de système audio montées au volant. Et système Mylink en option avec caméra de vision arrière.
LTZ/1LZ ajoute : Stéréo AM-FM à écran tactile avec et prises d'entrée USB et audio auxiliaires, Bluetooth avec streaming et capacités d'application via MyLink, roues en alliage de dix-sept pouces, surfaces des sièges en similicuir, transmission automatique à 6 vitesses, moteur quatre cylindres en ligne de 1,4 L et démarrage à distance. Comprend également une caméra de vision arrière avec des lignes directrices.
RS ajoute : Jantes en alliage argent foncé uniques, becquet arrière, emblème RS, kit carrosserie, sièges en similicuir avec inserts en daim, transmission manuelle à 6 vitesses, et un moteur quatre cylindres en ligne 1,4 L amélioré.
Concept de la SEMA 2011 (2011)
La Sonic Z-Spec # 1 est une Sonic cinq portes turbocompressé avec des accessoires du concept Z-Spec. Elle comprenait des effets au sol Z-Spec, un aileron, une calandre et un ensemble graphique uniques, une couleur de carrosserie Torch Red, des roues de 18 pouces du concept Z-Spec, une cabine Red Cobalt avec des inserts de siège perforé en daim noir, un kit de pédales sport Z-Spec, pommeau de levier de vitesses sport et volant à fond plat de style course, freins de performance avec étriers à quatre pistons, nouveau système d'échappement à haut débit et pièces de suspension performance.
La Sonic Z-Spec n ° 2 est basé sur une Sonic avec un moteur turbo de 1,4 L et une transmission manuelle à six vitesses. Elle comprend une couleur de carrosserie Flat White avec des accents Torch Red, un ensemble d'effets au sol plus agressif, une calandre unique, un aileron arrière avec un ensemble graphique, des roues de 18 pouces du concept Z-Spec, un intérieur reconditionné avec un kit de pédales sport Z-Spec, pommeau de levier de vitesses sport spécial Z-Spec, volant à fond plat, sièges course personnalisés avec le logo Z-Spec. Les améliorations de performances comprennent des freins avec étriers à quatre pistons, un système d'échappement à haut débit et des pièces de suspension.
Le concept Sonic Z-Spec 4D est un concept car avec un motif style voiture de tourisme, basé sur la Sonic berline avec moteur turbo de 1,4 L et transmission manuelle à six vitesses. Elle comprenait la couleur de carrosserie Ashen Gray Metallic, des effets au sol du concept Z-Spec, un becquet arrière, une calandre, des graphismes "Chevrolet" et des roues de 18 pouces plus grandes du concept Z-Spec, une garniture intérieure en titane foncé avec des accents Cobalt Red, un kit de pédales sport Z-Spec, un pommeau de levier de vitesses sport en aluminium, volant à fond plat (garni de suède Cobalt Red). Les améliorations de performances comprennent des freins avec étrier à quatre pistons, un système d'échappement à haut débit et des pièces de suspension.
La Sonic Dusk comprenait un extérieur Berlin Blue, un ensemble d'effets au sol du concept, un traitement de calandre unique, des roues de 18 pouces en Galvano Silver foncé du concept, un intérieur en cuir Mojave avec des inserts de siège personnalisés, un pommeau de levier de vitesse avec garniture Z-SPEC en chrome satiné, pédales sport et kit de garnitures intérieures avec accessoires Z-Spec, volant à fond plat garni de suède, système audio personnalisé et améliorations des freins et des suspensions.
La Sonic Super 4 est un concept de voiture de course qui démontre le potentiel de performance de la nouvelle petite voiture de Chevrolet, basé sur une Sonic avec moteur turbo Ecotec de 1,4 L et transmission manuelle à six vitesses. Elle comprend des graphiques de course Chevrolet, un séparateur inférieur en fibre de carbone, des extensions de bas de caisse en fibre de carbone, un diffuseur arrière en fibre de carbone, des phares et des feux arrière teintés, un becquet arrière de style ailes hautes du concept Z-Spec, des crochets de remorquage, des roues noires satinées de 18 x 7,5 pouces avec des pneus de course homologués pour la route, cage de sécurité en chromoly de 44 mm approuvée par la SCCA, filets de fenêtres intérieures et extérieures approuvées par la SCCA, kit de pédales Z-Spec, instrumentation de course, siège course avec harnais à cinq points, système d'extinction d'incendie, système de caméra de recul, volant course avec déconnexion rapide, jambes de force et kit de ressorts réglables, étriers de frein avant à quatre pistons avec rotors percés en deux pièces, étriers de frein arrière à deux pistons avec rotors percés en une seule pièce, entrée d'air et filtre à faible restriction, tuyau d'échappement droit catback de 51 mm.
Le concept Sonic Boom est un concept basé sur un système sonore qui offre de hautes performances de type auditif, conçu avec Kicker. Basé sur une Sonic avec le moteur turbo Ecotec de 1,4 L et la transmission automatique à six vitesses, elle offre des finitions et des graphismes spéciaux. Les roues sont de 19 x 9 pouces, avec un ensemble d'effets au sol, ainsi qu'une calandre et un becquet spéciaux assorties. L'intérieur comprend des sièges de course, divers accents de cuir et un système audio personnalisé. Les véhicules ont été dévoilés au salon SEMA 2011.
Sonic JBL Sound Limited (2012-)
Il s'agit d'une version limitée (50 unités) de la Chevrolet Sonic 5 portes à hayon pour le marché japonais, avec:
- Système audio JBL à 8 haut-parleurs (2 tweeters avant, 2 woofers avant, 2 tweeters arrière, 2 woofers arrière)
- feu de brouillard avant
- becquet arrière assorti à la couleur de la carrosserie
- antenne courte
- plaque 'SOUND LIMITED'

Le véhicule a été mis en vente le 25/02/2012, et a été dévoilé à NEOPASA Shimizu.
HOKY GinRhymes Edition (2012-)
Il s'agit d'une version limitée (5 unités) de la Chevrolet Sonic berline 5 portes à hayon pour le marché japonais, commémorant les débuts du 10e anniversaire de l'artiste hip hop HOKT. Elle comprenait:
- pièces occultantes
- Calandre en maille E&G
- Kit 4 pièces et becquet arrière aérodynamique
- kit de phares antibrouillard
- appui-tête original brodé

Le véhicule a été dévoilé lors de l'événement G★SPA PARADISE au Jyozankei Grand Hotel. Le véhicule a été mis en vente le 18/03/2012,.
Sonic Sportline (2012-)
Il s'agit d'une version de la Chevrolet Sonic berline 5 portes à hayon avec moteur Ecotec de 1,6 L (115 ch) pour le marché japonais, avec:
- rayures rallye sur toute la longueur de la carrosserie
- phares antibrouillard sur le carénage avant
- Roues de 17 pouces
- choix de 5 couleurs de carrosserie (blanc sommet, flash carbone métallisé, bleu Boracay métallisé, rouge feu, argent interrupteur métallisé), 3 couleurs de bande rallye (noir, blanc, argent), 2 couleurs de roue (argent ou noir)[32]

Le véhicule a été dévoilé en 2012 au Tokyo Auto Salon, suivi par Nagoya Auto Trend.
Sonic Dusk (2012-)
La voiture de production est une version de la Sonic berline avec un moteur turbocompressé Ecotec de 1,4 L et une transmission à six vitesses, basée sur le concept de la SEMA de 2011. Le véhicule d'exposition de la SEMA comprenait un ensemble destiné à la production comme les effets au sol, l'aileron arrière, les roues en aluminium de 18 pouces avec une finition Pearl Nickel, les surpiqûres et accents de panneau de porte Mojave et le tableau de bord de couleur beige, et le système d'infodivertissement MyLink.
Le véhicule destiné à la production a été dévoilé au salon SEMA 2012. Le modèle de production comprend un choix de boîte manuelle ou automatique à six vitesses.

### Version reliftée
Au Salon international de l'auto de New York 2016, Chevrolet a dévoilé la version nord-américaine restylée de la Sonic. Le lifting inclut un bouclier avant redessiné, de nouveaux feux arrière à LED et un équipement actualisé.

## Troisième génération (en tant que Sail, 2018-aujourd'hui)
Au Mexique, l'Aveo de troisième génération est une Chevrolet Sail de troisième génération.